# Goiânia-Unfall

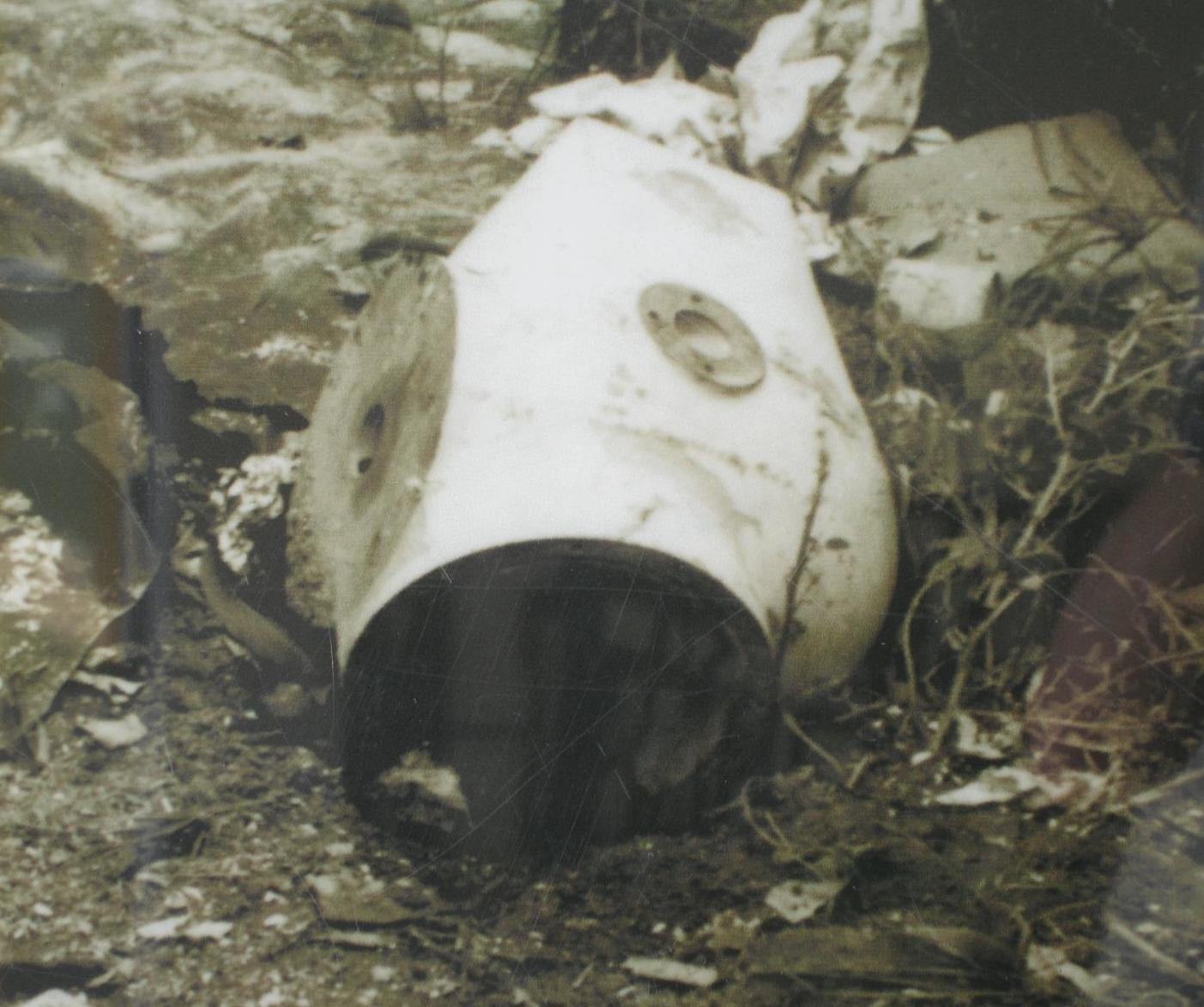
Der Strahlungskopf, Ursprung des radioaktiven Zwischenfalls 1987

1. Strahlenschutzbehälter nach internationalem Standard (meistens Blei)
2. Halterung
3. Strahlenquelle bestehend aus
4. einem zusammengeschweißten Stahlbehälter
5. Stahldeckel
6. und einer inneren Abschirmung, meistens aus einer Uran- oder Wolframlegierung, die den
7. Zylinder mit radioaktivem Material umgibt, häufig Kobalt-60. Der Durchmesser des inneren Zylinders beträgt 30 mm.

Teilschnitt einer typischerweise in der Strahlentherapie angewandten Kapsel:
- Strahlenschutzbehälter nach internationalem Standard (meistens Blei)
- Halterung
- Strahlenquelle bestehend aus
- einem zusammengeschweißten Stahlbehälter
- Stahldeckel
- und einer inneren Abschirmung, meistens aus einer Uran- oder Wolframlegierung, die den
- Zylinder mit radioaktivem Material umgibt, häufig Kobalt-60. Der Durchmesser des inneren Zylinders beträgt 30 mm.

Der Goiânia-Unfall ereignete sich ab dem 13. September 1987 in der brasilianischen Stadt Goiânia. Bei einem Einbruch in eine stillgelegte Klinik wurde ein medizinisches Gerät zur Strahlentherapie gestohlen und an einen Schrotthändler verkauft. Das darin enthaltene radioaktive Material wurde ohne Kenntnis der radioaktiven Gefahr entnommen und unter Familienmitgliedern, Freunden und Bekannten verteilt. Hunderte Menschen wurden teilweise schwer radioaktiv kontaminiert, vier Personen starben nachweislich binnen weniger Wochen und weitere Todesfälle werden mit dem Unfall in Verbindung gebracht. Teile der Stadt sind bis heute radioaktiv belastet. Der Unfall wurde aufgrund seines Ausmaßes an Kontamination durch die Internationale Atomenergie-Organisation (IAEA) als bisher größter radiologischer Unfall weltweit eingestuft und auf der Internationalen Bewertungsskala für nukleare Ereignisse (INES) mit Stufe 5 (von 7) eingestuft. Ähnliche Fälle wurden 1962 in Mexiko, 1978 in Algerien, 1983 in Mexiko und 2000 in Thailand registriert.

## Hergang

### Diebstahl
Die beiden Müllsammler Wagner Pereira und Roberto Alves drangen am 13. September 1987 in die Ruine des Instituto Goiâno de Radioterapia (IGR), eines stillgelegten, privaten Instituts für Strahlentherapie in der Straße 57 (Karte), ein, das 1985 in andere Räumlichkeiten umgezogen war. Dort brachen sie eine gepanzerte Tür auf und entwendeten mit einer Schubkarre Teile eines ausgedienten Strahlentherapiegeräts vom Modell Cesapan F-3000, das 1970 in den USA hergestellt und 1977 vom Institut übernommen und zurückgelassen worden war. Zum Zeitpunkt des Diebstahls waren juristische Streitigkeiten zwischen dem IGR und den neuen Besitzern des Gebäudes im Gange, durch die gerichtlich untersagt worden war, dort befindliche Ausstattung zu entfernen. Ein eigentlich eingesetzter Wachmann war zum Zeitpunkt des Diebstahls nicht vor Ort. Die Müllsammler hielten das Metall für wertvoll und zerlegten den Bestrahlungskopf teilweise in Alves’ Hinterhof. Dabei beschädigten sie die Kapsel der Strahlenquelle und erlitten Verbrennungen durch Gamma- und Betastrahlen. Da sie nicht in der Lage waren, das Gerät weiter auseinanderzubauen, verkauften sie es an den Schrotthändler Devair Alves Ferreira.

### Freisetzung des Materials
Beim Zerlegen des Geräts öffnete Ferreira den Bleibehälter mit den 93 Gramm hochradioaktiven Caesiumchlorids (bestehend aus 19 Gramm des Caesiumisotopes 137Cs, Gesamt-Aktivität 50,9 Terabecquerel), sodass es aus dem Gerät entweichen konnte. Das in der Dunkelheit schwach blau leuchtende Caesiumchlorid-Pulver faszinierte den Schrotthändler, weswegen er es mit nach Hause nahm, aufteilte und an Familienmitglieder und Bekannte weitergab. Er wollte seiner Frau aus dem blau leuchtenden Material einen Armreif fertigen.
Caesiumchlorid ist Kochsalzkristallen (Natriumchlorid) ähnlich und in Wasser sehr gut löslich. Das Pulver haftet leicht an Haut und Bekleidung, was die Verbreitung begünstigte.
137Cs ist ein Betastrahler und aufgrund des Sekundärzerfalls auch ein Gammastrahler. Die Halbwertszeit beträgt etwa 30 Jahre.

### Verbreitung der Kontamination
Am 25. September verkaufte Ferreira den Behälter an einen anderen Schrotthändler weiter. Die kontaminierten Metalle gelangten in verschiedene Hände und wurden teilweise neu verwendet. Ein Teil des Caesiumchlorides landete in der Kanalisation.
Die Frau des Schrotthändlers, Maria Gabriela Ferreira, bemerkte die gleichzeitige Erkrankung vieler Freunde als erste, führte sie aber auf ein Getränk zurück. Viele Betroffene gingen zuerst in Apotheken, dann zu Hausärzten und suchten erst als letztes Krankenhäuser auf. Die konsultierten Ärzte hielten die Symptome jedoch für eine neuartige Krankheit. Ferreiras Frau wurde zum Tropeninstitut geschickt, weil man glaubte, dass sie an einer Tropenkrankheit leide.

### Feststellung der Radioaktivität
Am 28. September hatte Maria Gabriela Ferreira den Verdacht, der Behälter könne für die Krankheiten ursächlich sein. Sie holte den Behälter beim Käufer ab und begab sich damit in ein Krankenhaus. Der dortige Arzt vermutete korrekterweise Radioaktivität, brachte den Behälter nach draußen und legte ihn auf einen Stuhl im Garten. Maria Gabriela Ferreira hatte den Behälter (aus dem bereits 90 % der radioaktiven Substanz – ca. 44 TBq laut Bericht der IAEA – entwichen waren) in einem verschlossenen Lagersack im Bus transportiert und ihn auch im Krankenhaus nicht geöffnet, was vielen Menschen das Leben rettete. Auch die Strahlendosis im Bus war nicht gesundheitsgefährdend.
Am 29. September wurde durch den Spezialisten Walter Mendes Ferreira mittels eines Szintillationszählers der nationalen Atomenergiebehörde NUCLEBRAS die Kontamination festgestellt, nachdem er mit dem ersten Messgerät wieder umgekehrt war, um es auszutauschen, da es bereits im Bus derart hoch ausgeschlagen war, dass er von einem Defekt des Gerätes überzeugt war. Das behördliche Notfallprogramm setzte ab diesem Zeitpunkt ein. Die Regierung wurde später jedoch beschuldigt, den Unfall eine Zeit lang vertuscht und der Zivilbevölkerung alarmierende Daten vorenthalten zu haben. In der Zwischenzeit waren bereits zahlreiche Personen zum Teil hohen Strahlendosen ausgesetzt gewesen. Vier Menschen starben an den Folgen dieser Bestrahlung, 28 erlitten strahlungsbedingte Hautverbrennungen.

## Evakuierung und Dekontamination
In den darauf folgenden Tagen wurden an allen Einwohnern und deren Umgebung Kontaminationsmessungen durchgeführt. 112.800 Personen wurden untersucht, 249 wurden als kontaminiert identifiziert. Es zeigte sich, dass das radioaktive Material über mehrere Wohnbezirke verschleppt worden war, ganze Straßenzüge und Plätze waren kontaminiert. Die Betroffenen wurden in das Estádio Olímpico Pedro Ludovico Teixeira gebracht, ein städtisches Stadion, wo ein provisorisches Zeltlager aufgebaut wurde.
Insgesamt 85 Häuser waren kontaminiert, davon mussten 41 aus Sicherheitsgründen evakuiert werden. Zur Dekontamination wurden sieben Gebäude vollständig abgerissen. In den Gärten und in öffentlichen Parkanlagen musste teilweise die oberste Erdschicht abgetragen werden. Die Dekontaminierungsarbeiten zogen sich von Oktober 1987 bis Januar 1988 hin.

## Folgen

### Verletzungen und Tote
- 112.800 Personen wurden untersucht, 249 Personen waren so schwer kontaminiert, dass sie gewisse Zeit in Quarantäne verbringen mussten, 49 wurden interniert, 21 intensiv, es gab mindestens vier Todesfälle, ca. 500 Menschen litten auch 2017 noch an den Spätfolgen.[5][6]
- Die Nichte des Schrotthändlers (Leide Alves Ferreira, sechs Jahre) starb am 23. Oktober. Ferreiras Bruder hatte den Behälter gereinigt, wobei Staub auf den Boden fiel, von dem sie später aß. Sie wurde in einem bleiernen Sarg mit Zementmantel begraben. Nach einer anderen Darstellung erhielt sie von ihrem Vater die radioaktive Substanz, womit sie sich einrieb und später, ohne sich die Hände zu waschen, aß.
- Die Frau des Schrotthändlers (Maria Gabriela Ferreira, Strahlendosis: 5,4 Gray) starb ebenfalls am 23. Oktober.
- Zwei der Gehilfen des Schrotthändlers starben wenige Tage später ebenfalls an den Folgen der Bestrahlung (4,5 und 5,3 Gray).
- Der Schrotthändler Ferreira erlitt eine Strahlendosis in Höhe von 7,0 Gray, überlebte jedoch. Später heiratete er erneut und starb 1994.
- Der Bruder des Schrotthändlers malte sich mit der radioaktiven Substanz ein blau leuchtendes Kreuz auf sein Hemd. Er verschleppte die Kontamination auf seinen Bauernhof, wo mehrere Tiere starben. Auch er starb einige Jahre später.
- Einem der beiden Müllsammler, die das Strahlentherapiegerät aus dem Institutsgebäude gestohlen hatten, musste aufgrund der Bestrahlung ein Arm amputiert werden.

### Schaden für Goiânia
Trotz des gewaltigen Aufwands, der für die Dekontamination betrieben wurde, werden auch heute noch in einigen der damals betroffenen Straßenzüge und Plätze erhöhte Strahlendosiswerte gemessen. Der Unfall hatte daher für die Stadt und Region Goiânia auch wirtschaftlich gravierende Folgen:
- 85 kontaminierte Häuser, davon wurden 41 evakuiert und sieben abgerissen.
- Sämtliche kontaminierten Häuser wurden mit speziellen Staubsaugern gereinigt. Dächer, Wände und Decken wurden abgekratzt und neu gestrichen, zwei Dächer mussten komplett ersetzt werden.
- Sämtlicher Inhalt der abgerissenen Häuser wurde auf Kontamination untersucht und bei bestätigter Kontamination (und großem persönlichem Wert) gereinigt und zurückgegeben, um den psychologischen Schaden zu verringern.
- Es wurden 3500 m³ radioaktiv belasteter Abfall produziert. Er muss in 14 Containern für 180 Jahre sicher gelagert werden (Halbwertszeit von 137Cs: 30,17 Jahre). Dafür wurde in der Gemeinde Abadia de Goás, einem Vorort von Goiânia, der Parque Estadual Telma Ortegal errichtet.

### Juristische Konsequenzen
Das 8. Bundesgericht von Goiás verurteilte am 17. März 2000 die folgenden Institutionen und Personen:
Das IPASGO (Instituto de Previdência e Assistência do Estado de Goiás, deutsch: Sozialversicherungsinstitut für Beamte im Bundesstaat Goiás), ein Eigentümer des IGR, und ein Physiker der Klinik wurden wegen des heruntergekommenen Zustandes des Gebäudes – keine Warnhinweise und sonstige Sicherheitsmaßnahmen – jeweils zur Zahlung von 100 000 R$ (etwa 52 000 US-Dollar) verurteilt.
Die CNEN (Comissão Nacional de Energia Nuclear, deutsch: Nationale Kommission für Kernenergie) wurde verurteilt, eine Entschädigung in Höhe von 1 Million R$ (etwa 519 000 US-Dollar) zu zahlen und die medizinische und psychologische Behandlung der direkten und indirekten Opfer des Unfalls und ihrer Nachkommen bis zur dritten Generation zu gewährleisten. Die CNEN war von den Besitzern des IGRs mehrmals per Brief über die Gefahr gewarnt worden und hätte gemäß ihren Pflichten vorbeugend aktiv werden müssen, hatte dies aber unterlassen.
Die beiden Diebe wurden nicht als Angeklagte in die öffentliche Zivilklage aufgenommen. Sie waren zwar direkt verantwortlich, aber handelten unwissend.

## Ähnliche Unfälle
- Radiologischer Unfall von Ciudad Juárez
- Radiologischer Unfall von Lia
- Nuklearunfall von Samut Prakan